# Oqil Oqilov
Oqil Ghaybulloyevich Oqilov (in Tagiko: Оқил Оқилов, Oqil Oqilov o عاقل غیب‌الله‌یویچ عاقلف) (Xuçand, 2 febbraio 1944) è un politico tagiko, ex primo ministro del Tagikistan.
Membro del Partito democratico popolare del Tagikistan, dal 20 dicembre 1999 è Primo ministro del Tagikistan, al suo secondo mandato settennale.